# Ajn al-Kantara
Ajn al-Kantara – wieś w Syrii, w muhafazie Latakia. W 2004 roku liczyła 644 mieszkańców.